# Daniel Habermaas
Daniel Habermaas (* 29. April 2005) ist ein deutscher Volleyballspieler.

## Karriere
Von 2020 bis 2025 spielte Habermaas mit den Volley YoungStars Friedrichshafen, dem Nachwuchsprojekt des VfB Friedrichshafen, in der 2. Bundesliga Süd. Ab der Saison 2025/26 ist er Teil der Bundesliga-Mannschaft des VfB.